# Monika Gąsecka
Monika Laura Gąsecka – polska ogrodnik, doktor habilitowany nauk rolniczych, profesor na Uniwersytecie Przyrodniczym w Poznaniu, specjalistka od fizjologii roślin, grzybów uprawnych, bioaktywnych składników żywności, uprawy grzybów jadalnych i leczniczych oraz fizjologii grzybów.

## Kariera naukowa
W 1999 roku na Uniwersytecie im. Adama Mickiewicza w Poznaniu uzyskała tytuł magistra. W tym samym roku została zatrudniona na Uniwersytecie Przyrodniczym w Poznaniu, gdzie w 2006 roku na jego Wydziale Ogrodnictwa i Architektury Krajobrazu uzyskała stopień doktora nauk rolniczych w zakresie ogrodnictwa na podstawie rozprawy pt. Zmiany zawartości glukozy, fruktozy i sacharozy w korzeniach spichrzowych i wypustkach szparaga (Asparagus officinalis L.), której promotorem był Piotr Goliński. W 2018 roku ten sam wydział nadał jej stopień doktora habilitowanego nauk rolniczych w dyscyplinie ogrodnictwa na podstawie pracy pt. Ocena zawartości wybranych związków bioaktywnych oraz właściwości antyoksydacyjnych grzybów uprawnych i dziko rosnących.